# Slovenské Kľačany
Slovenské Kľačany (in ungherese Tótkelecsény) è un comune della Slovacchia facente parte del distretto di Veľký Krtíš, nella regione di Banská Bystrica.